# Disruption (1843)

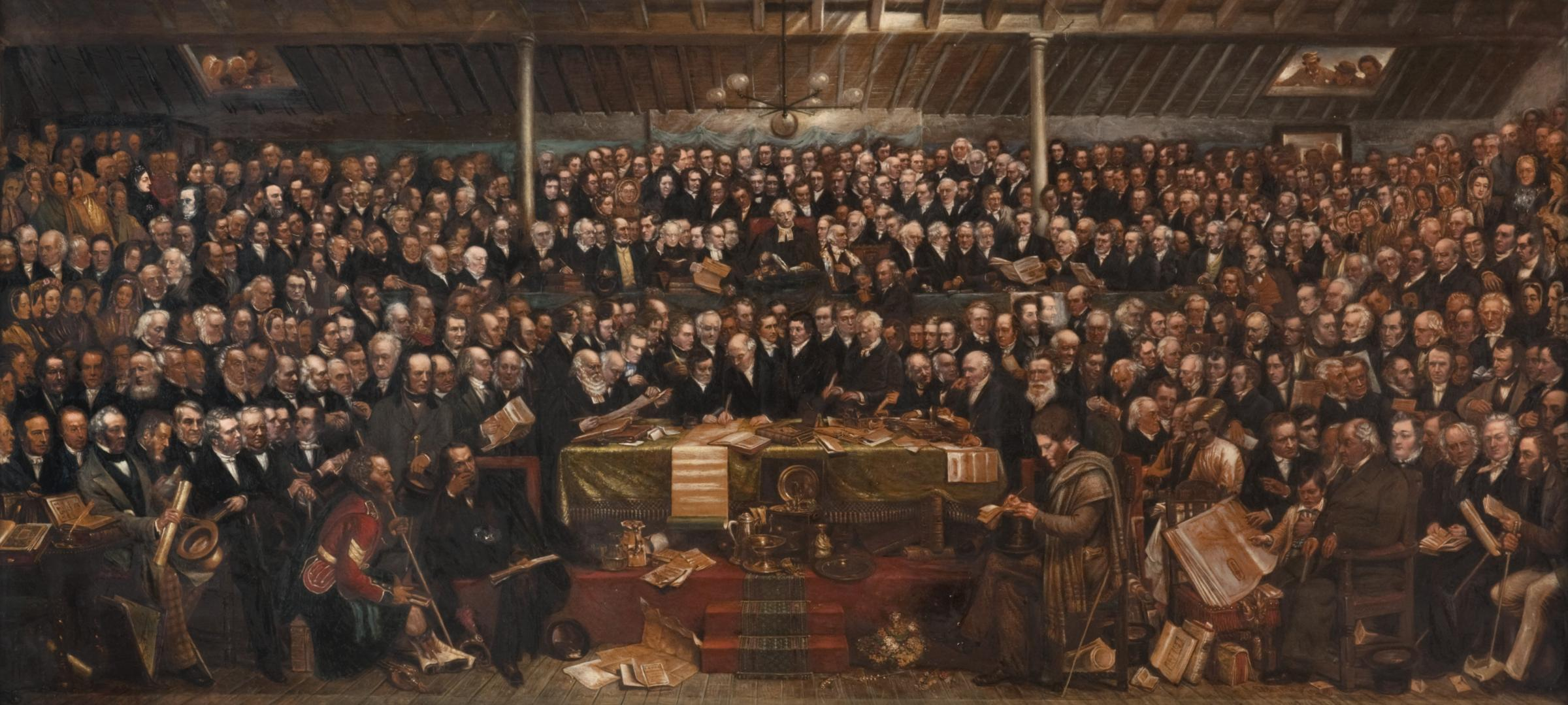
Gründungsversammlung der Free Church of Scotland (Gemälde von David Octavius Hill)

Als Disruption (englisch disruption, „Störung, Spaltung“) wird die Abspaltung der Free Church of Scotland von der Church of Scotland im Jahr 1843 bezeichnet. Sie hatte große Bedeutung für die schottische Gesellschaft und beeinflusste die Kirchengeschichte im Vereinigten Königreich und in ganz Europa. Der Kirchenhistoriker Stewart J. Brown bezeichnete sie als das wichtigste Ereignis der gesamten schottischen Geschichte im 19. Jahrhundert.

## Vorgeschichte
Im Act of Union 1707 war die presbyterianische Church of Scotland als Staatskirche bestätigt worden, hatte aber zugleich die Zusicherung erhalten, dass sie auch gegenüber der britischen Krone und dem britischen Parlament ihre angestammte Unabhängigkeit behalten würde. Dennoch hatte das Parlament auf Initiative von Königin Anne 1712 die schottischen Adligen wieder in ihre Patronatsrechte eingesetzt, womit auch das Recht auf die Besetzung der Pfarrstellen verbunden war. Die im 18. Jahrhundert in der Kirche dominierende Partei der Moderates, die von der Aufklärungstheologie geprägt war, hatte dies jedoch ohne große Proteste hingenommen, so dass es nur 1733 und 1761 zu zwei kleineren Abspaltungen kam.

## Verlauf

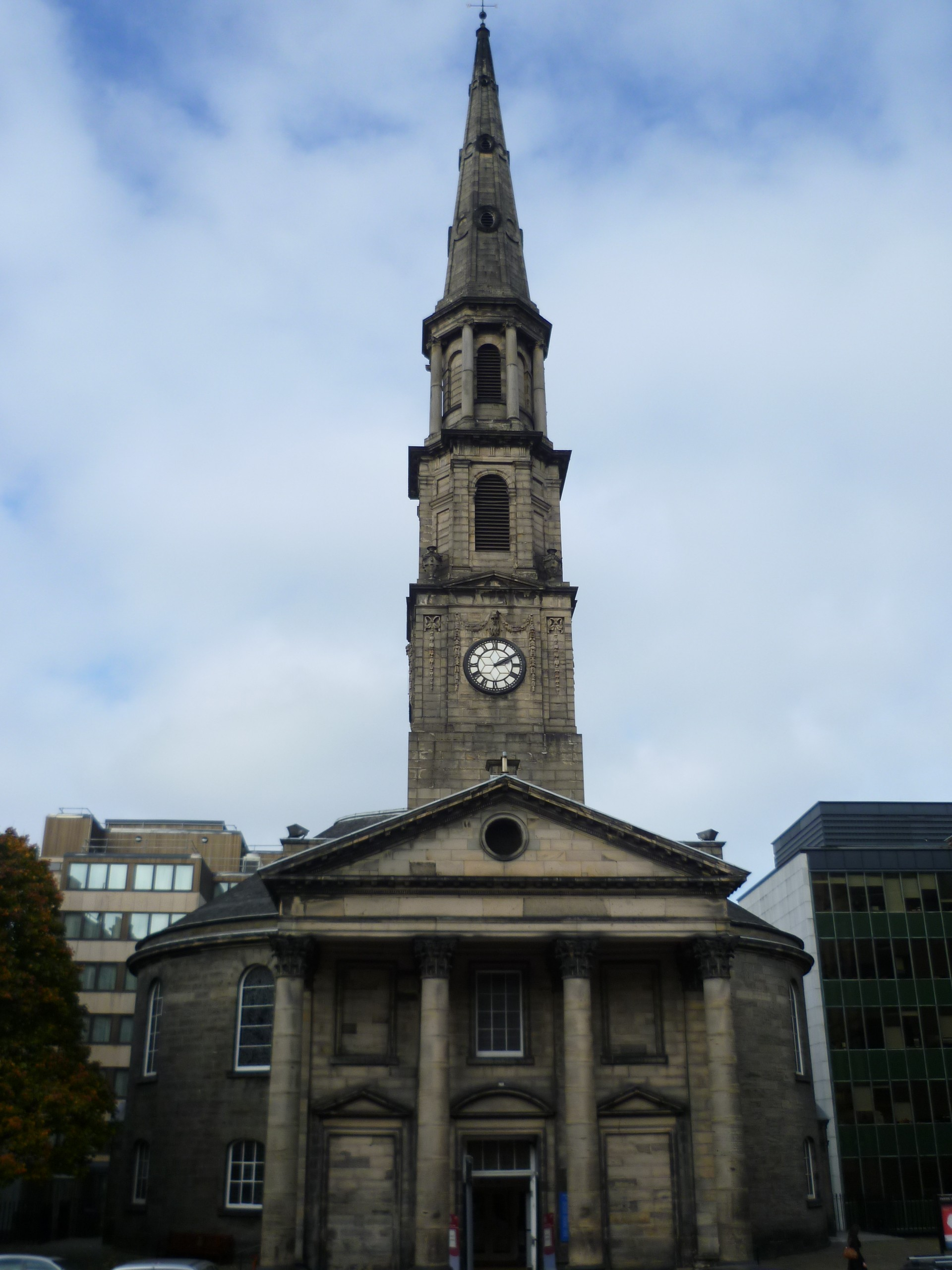
Die St Andrew’s Church in Edinburgh, der Schauplatz der Disruption

1834 erlangte die evangelikale Partei erstmals eine Mehrheit in der Generalversammlung, dem gesetzgebenden Gremium der Kirche, und erließ sofort den Veto Act, der den Gemeinden das Recht gab, von den Patronen ernannte Pfarrer zurückzuweisen. Klagen vor weltlichen Gerichten wurden jedoch zugunsten der abgewiesenen Pfarrer entschieden. Der Court of Session als oberstes Zivilgericht Schottlands erklärte 1838 das Vetorecht der Gemeinden für ungültig und sprach der Kirche ausdrücklich das Recht ab, sich gegen staatliche Bestimmungen zu wenden. Ein Protest der Generalversammlung wurde 1839 vom House of Lords abgewiesen. Thomas Chalmers, der Führer der Evangelikalen, bemühte sich zunächst um einen Kompromiss, erreichte aber bei Premierminister Robert Peel kein Entgegenkommen. 1842 hob die Generalversammlung die Patronatsrechte gänzlich auf, was aber wiederum die Londoner Regierung zurückwies. Chalmers sah durch den Einfluss des Staates nun das reformierte Bekenntnis, wonach allein Christus in der Kirche herrschen dürfe, gefährdet, und bereitete die Gründung einer Freikirche vor.
Nach der Eröffnung der Generalversammlung am 18. Mai 1843 zog, angeführt durch den scheidenden Moderator David Welsh, mehr als die Hälfte der Delegierten aus der St Andrew’s Church aus, um in einem benachbarten Saal die Free Church of Scotland zu gründen. In der folgenden Woche wurde die Konstituierung offiziell durch den deed of demission besiegelt, den 474 von etwa 1200 Pfarrern, also mehr als ein Drittel, unterzeichneten. Etwa die Hälfte der Mitglieder schlossen sich der Freikirche an, obwohl die bestehende Kirche (seitdem oft Auld Kirk, alte Kirche genannt) sämtliche Kirchen, Schulen und Pfarrhäuser behielt. Chalmers, der als erster Moderator fungierte, legte aber Wert darauf, dass auch die neue Kirche am Anspruch festhielt, die nationale Kirche zu sein und die wahre Tradition der schottischen Reformation zu repräsentieren. Schon nach vier Jahren waren aus freiwilligen Gaben der Gemeinden 730 Kirchen und fast ebenso viele Schulen errichtet. Auch eine eigene theologische Ausbildungsstätte wurde schon im November 1843 gegründet und bezog als New College (heute Teil der University of Edinburgh) 1846 einen repräsentativen Bau am Rande der Altstadt von Edinburgh.

## Auswirkungen

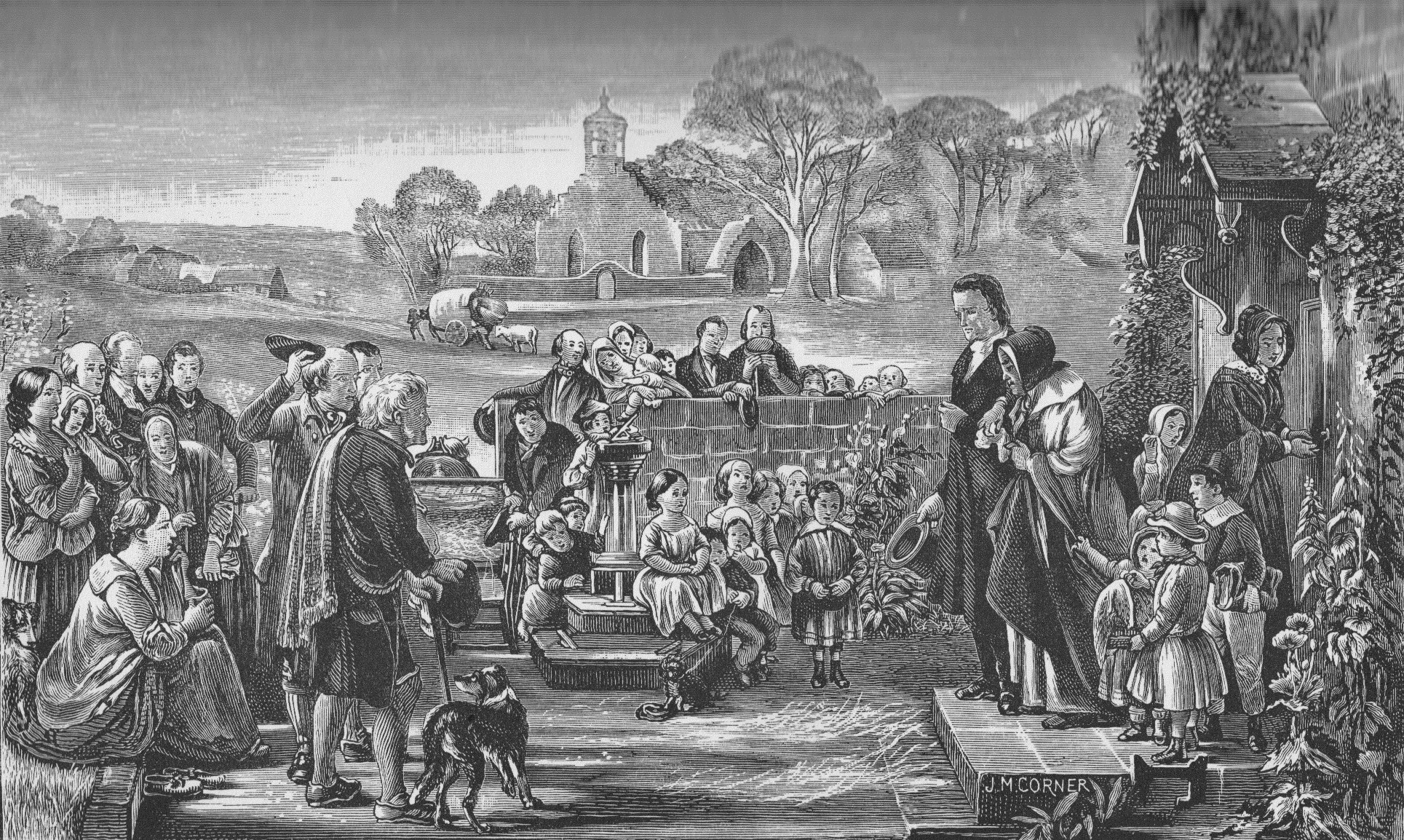
Kupferstich nach dem Gemälde Quitting The Manse von George Harvey, 1847

Da staatliche Leistungen wie z. B. die Armenfürsorge damals weitgehend auf der Ebene der Pfarreien (parishes) organisiert waren, die sich aber nun spalteten und oft auch ihres Führungspersonals verlustig gingen, führte die Spaltung zu schweren Verwerfungen in der schottischen Gesellschaft. Erschwerend kam hinzu, dass die Spaltung weitgehend entlang der sozialen Grenzen verlief; die Großgrundbesitzer und die Unterschichten blieben großenteils in der Staatskirche, während die Mittelschicht (in den Highlands auch die Besitzlosen) sich der Freikirche anschloss. 1851 lag die Mitgliederzahl beider Kirchen bei jeweils etwa 32 % der schottischen Gesamtbevölkerung; erst 1870 hatte die Church of Scotland ihren Anteil wieder auf 44 % steigern können.
Weil die Freikirche ein besonderes Engagement in der Mission zeigte, wirkte sich die Spaltung auch auf die presbyterianischen Kirchen in den britischen Kolonien aus. Ab 1847 gründeten Auswanderer aus der Freikirche in der Region Otago auf der Südinsel Neuseelands die ersten europäischen Siedlungen. Innerhalb des britischen Protestantismus suchte die neue Kirche jedoch gute Beziehungen sowohl zu den Evangelikalen in der Church of England als auch zu den Freikirchen und bewirkte so auch deren Annäherung. Chalmers war die treibende Kraft bei der Gründung der Evangelischen Allianz im Jahr 1846.
In den Jahren nach 1843 versuchten beide Seiten, für ihre Sicht der Konflikte eine Meinungshoheit zu erreichen. Das betraf sowohl die Historiographie als auch die populäre Kultur. Durch Kupferstiche weit verbreitet wurde das Gemälde Quitting The Manse von George Harvey von 1847, das eine Pfarrersfamilie beim erzwungenen Auszug aus dem Pfarrhaus zeigt.
Auf dem europäischen Festland förderte die Disruption die Bestrebungen für eine wachsende Selbständigkeit der evangelischen Kirchen. Sie wurde zum Vorbild für die Gründung der Église évangélique libre du Canton de Vaud im Jahr 1845. In Preußen trat vor allem der Pfarrer Adolf Sydow, der ein Augenzeuge der Disruption gewesen war und im Auftrag von Königin Victoria eine dokumentarische Darstellung verfasst hatte, für eine Selbstregierung der Kirche durch Synoden ein.
1874 wurden die Patronatsrechte aufgehoben; aber erst nachdem die Church of Scotland die volle Selbständigkeit vom Staat zurückgewonnen hatte, kehrte 1929 die Mehrheit der United Free Church of Scotland (die 1900 durch eine Vereinigung der Free Church mit Anhängern der älteren Abspaltungen zustande gekommen war) in sie zurück.